# Jacksonville (Alabama)
Jacksonville é uma cidade localizada no estado americano do Alabama, no Condado de Calhoun.

## Demografia
Segundo o censo americano de 2000, a sua população era de 8404 habitantes.
Em 2006, foi estimada uma população de 9114, um aumento de 710 (8.4%).

## Geografia
De acordo com o United States Census Bureau, a localidade tem uma área de 21,4 km², sem área coberta por água.

## Localidades na vizinhança
O diagrama seguinte representa as localidades num raio de 24 km ao redor de Jacksonville.